# Sakari Oramo
Sakari Markus Oramo (26 de octubre de 1965) es un director de orquesta finlandés, actual director de la Orquesta Nacional de Letonia.

## Biografía
Oramo nació en Helsinki y empezó su carrera como violinista y concertino de la Orquesta Sinfónica de la Radio Finlandesa. En 1989 se matricula en la clase de dirección de Jorma Panula en la Academia Sibelius. En 1993, justo un año después de completar el curso, sustituye con acierto a un director enfermo al frente de la Orquesta Sinfónica de la Radio Finlandesa. Este éxito originó su contratación como Codirector Principal. Oramo también ha trabajado con el Avanti! Ensemble.  De 2003 a 2012, Oramo ha sido Director Principal único de la Orquesta Sinfónica de la Radio Finlandesa
Oramo fue nombrado principal director invitado de la Ostrobothnian Chamber Orchestra en 1995 y uno de sus directores principales en 2009. En 2013 se convierte en su director artístico.
En septiembre de 1996, Oramo fue nombrado Director Principal de la City of Birmingham Symphony Orchestra (CBSO), después de haberla dirigido en dos conciertos con anterioridad a aquella fecha. En 1998 asume el cargo de Director Musical y Artístico de la orquesta. Su trabajo en Birmingham incluye el Floof! Festival de música contemporánea. También abandera la música de John Foulds en conciertos y grabaciones con la CBSO.  En el curso de las celebraciones del Edward Elgar sesquicentenario en 2007, le fue otorgada la Medalla Elgar de 2008 por sus esfuerzos en promover la música de Elgar. En 2008 Oramo abandonó su cargo de Director Musical y se convierte en el director invitado principal de la orquesta para la temporada 2008–2009.
En abril de 2007, Oramo fue uno de los ocho directores de orquestas británicas en aprobar el manifiesto, "Construyendo Excelencia: Orquestas para el siglo XXI", para aumentar la presencia de música clásica en el Reino Unido, incluyendo la entrada libre a todo escolar británico a un concierto de música clásica.
En septiembre de 2008, Oramo es nombrado Director Jefe y Consejero Artístico del Real Orquesta Filarmónica de Estocolmo. Su contrato inicial en Estocolmo era para tres años. Con esta orquesta tiene grabadas las sinfonías de Robert Schumann. En 2011 su contrato fue extendido hasta 2015 y su contrato actual con la orquesta es hasta 2018. 
En octubre de 2011, Oramo hizo su primera aparición como invitado con la Orquesta Sinfónica de la BBC (BBC SO), su primer compromiso con cualquier orquesta de Londres. Sobre la base de este concierto, en febrero de 2012, Oramo fue nombrado el 13.º Director Principal de la BBC SO, que comenzó con la Primera Noche de la temporada 2013 de los Proms. Su contrato inicial era para 3 años, con una opción subsiguiente para un periodo adicional de 2 años.  En septiembre de 2015, la BBC SO ha anunciado la extensión de su contrato hasta la temporada 2019-2020. Ha grabado comercialmente con la BBC SO con sellos como Harmonia Mundi.
Oramo está casado con la soprano finlandesa Anu Komsi y tienen dos hijos, Taavi y Leevi. En mayo de 2009 a Oramo le fue otorgada una OBE honoraria por sus servicios a la música en Birmingham. Oramo y Komsi, junto con Annika Mylläri y Robert McLoud fundan la West Coast Kokkola Ópera en 2004. Oramo actualmente ejerce como su vicepresidente y director principal.